# Cemitério Khovanskoye
Cemitério Khovanskoye (em russo:  Хованское кладбище), também conhecido como Cemitério Nikolo-Khovanskoye (Николо-Хованское кладбище), é um grande cemitério em Moscou, Rússia. Está localizado no distrito de Leninsky, oblast de Moscou, além do anel viário de Moscou.
O Cemitério Khovanskoye é o maior cemitério da Europa, cobrindo mais de 1 970 000 m².

## Sepultamentos notáveis
- Vasily Aleksanyan
- Iskra Babich
- Dmitri Bystrolyotov
- Boris Delaunay
- Alexei Khomich
- Viktor Kosykh
- Ivan Safronov
- Ruslana Korshunova[1]